# Lachapelle-Auzac

Lachapelle-Auzac este o comună în departamentul Lot din sudul Franței. În 2009 avea o populație de 765 de locuitori.

## Evoluția populației
| An        | 1975 | 1982 | 1990 | 1999 | 2006 | 2009 |
| --------- | ---- | ---- | ---- | ---- | ---- | ---- |
| Populație | 581  | 695  | 774  | 804  | 771  | 765  |